# Pipak
Pipak (anakardijum, lat. Anacardium), biljni rod iz reda sapindolike, koji je svoje ime dao porodici rujevki (Anacardiaceae). Sastoji se od 12 vrsta drveća iz tropske Južne i Srednje Amerike.

## Vrste
1. Anacardium amapaense J.D.Mitch.
2. Anacardium corymbosum Barb.Rodr.
3. Anacardium curatellifolium A.St.-Hil.
4. Anacardium excelsum (Bertero & Balb. ex Kunth) Skeels
5. Anacardium fruticosum J.Mitch. & S.A.Mori
6. Anacardium giganteum Hancock ex Engl.
7. Anacardium humile A.St.-Hil.
8. Anacardium microsepalum Loes.
9. Anacardium nanum A.St.-Hil.
10. Anacardium occidentale L.
11. Anacardium parvifolium Ducke
12. Anacardium spruceanum Benth. ex Engl.